# Mačva (district)
Pour les articles homonymes, voir Mačva.
Le district de Mačva (en serbe : Mačvanski okrug ; en serbe en écriture cyrillique : Мачвански округ) est une subdivision administrative de la république de Serbie. Au recensement de 2011, il comptait 297 778 habitants. Le centre administratif du district de Mačva est la ville de Šabac.
Le district est situé à l’ouest de la Serbie, dans la région géographique de Mačva

## Municipalités du district de Mačva
| Nom          | Superficie (en km²) | Population 2002 | Population 2011 | Statut       |
| ------------ | ------------------- | --------------- | --------------- | ------------ |
| Bogatić      | 384                 | 32 990          | 28 879          | Municipalité |
| Vladimirci   | 338                 | 20 373          | 17 291          | Municipalité |
| Koceljeva    | 257                 | 15 636          | 13 155          | Municipalité |
| Krupanj      | 342                 | 20 192          | 17 398          | Municipalité |
| Loznica      | 612                 | 86 413          | 78 788          | Ville        |
| Ljubovija    | 356                 | 17 052          | 14 424          | Municipalité |
| Mali Zvornik | 184                 | 14 076          | 12 496          | Municipalité |
| Šabac        | 795                 | 122 893         | 115 347         | Ville        |
| Total        | 3 268               | 329 625         | 297 778         |              |

## Autre
La région de Šabac comporte des monuments célèbres ; certains sont dédiés aux événements de l’histoire du peuple serbe, comme le Monument en l’honneur de Karageorges et des Héros serbes de la première révolte contre les Turcs ou le Musée de la bataille de Mišar ; mais on y trouve aussi le palais du roi Stefan Milutin et la forteresse médiévale du mont Cer.
Non loin de Loznica se trouve le village de Tršić, qui vit naître Vuk Stefanović Karadžić, le grand réformateur de la langue serbe. Le monastère de Tronoša remonte à la dynastie des Nemanjić ; ce monastère, grâce à ses moines copistes, a joué un rôle important dans la préservation de la culture serbe.